# Ночной народ
«Ночной народ» (англ. Nightbreed) — фильм ужасов 1990 года, снятый Клайвом Баркером по собственному роману «Кабал». Премьера фильма состоялась 16 февраля 1990 года. Происходит во вселенной восставший из ада так как у них есть комикс-кроссовер. 

## Сюжет
Аарона Буна во сне преследуют различные кошмары. А в это время в городе происходят зверские серийные убийства, одним из подозреваемых в совершении которых является Бун. Его кошмарные сны каким-то образом связаны с происходящими убийствами и он уже сомневается в своей невиновности. На помощь ему приходит психиатр доктор Деккер. Однако именно Деккер является серийным убийцей, а подталкивает Буна к сумасшествию ради одной цели — найти загадочный город Мидиан, в котором обитают монстры. Вскоре Бун находит этот подземный город, где притаились чудовища и монстры, обладающие нечеловеческими способностями.

## В ролях
- Крэйг Шеффер — Аарон Бун/Кабал
- Дэвид Кроненберг — доктор Филипп К. Деккер
- Даг Бредли — Дирк Лайлсберг
- Энн Бобби — Лори Уинстон
- Кэтрин Шевалье — Рэйчел
- Чарльз Хейд — капитан Ирвин Игерман
- Хью Росс — Нарцисс
- Оливер Паркер — Пелоквин
- Малькольм Смит — отец Эшберри
- Ким Робертсон/Нина Робертсон — Бабетта
- Бернард Генри — Бафомет

## Саундтрек
| №   | Название                                      | Длительность |
| --- | --------------------------------------------- | ------------ |
| 1.  | «Main Titles»                                 | 2:40         |
| 2.  | «Dream»                                       | 1:03         |
| 3.  | «Scalping Time»                               | 1:54         |
| 4.  | «Into Midian»                                 | 2:31         |
| 5.  | «Meat For The Beast»                          | 2:10         |
| 6.  | «Resurrection Suite»                          | 3:37         |
| 7.  | «The Initiation»                              | 2:50         |
| 8.  | «Poor Babette»                                | 1:41         |
| 9.  | «Uh-Oh Decker»                                | 1:39         |
| 10. | «Boone Transforms»                            | 0:56         |
| 11. | «Rachel's Oratory»                            | 1:04         |
| 12. | «Party In The Past»                           | 0:51         |
| 13. | «Then Don't Say It!»                          | 1:28         |
| 14. | «Carnival Underground»                        | 3:23         |
| 15. | «Boone Gets A Taste»                          | 2:44         |
| 16. | «Breed Love»                                  | 1:52         |
| 17. | «Mayhem In Midian»                            | 1:43         |
| 18. | «Baphomet's Chamber»                          | 2:01         |
| 19. | «Farewell»                                    | 0:59         |
| 20. | «2nd Chance»                                  | 1:34         |
| 21. | «End Credits»                                 | 4:33         |
| 22. | «Country Skin (Performed by Michael Stanton)» | 4:15         |

## Награды
| Награда                           | Категория                        | Номинанты                  | Результат |
| --------------------------------- | -------------------------------- | -------------------------- | --------- |
| Saturn Awards                     | Best Horror Film                 | Nightbreed                 | Номинация |
| Saturn Awards                     | Best Director                    | Clive Barker               | Номинация |
| Saturn Awards                     | Best Make-Up                     | Bob Keen, Geoffrey Portass | Номинация |
| Amsterdam Fantastic Film Festival | Silver Scream Award              | Clive Barker               | Победа    |
| Avoriaz Fantastic Film Festival   | Special Jury Award               | Clive Barker               | Победа    |
| Fantasporto                       | Critics' Award                   | Clive Barker               | Победа    |
| Fantasporto                       | International Fantasy Film Award | Best Film — Clive Barker   | Номинация |

## Интересные факты
Фильм снимался в основном в Канаде, только некоторые интерьерные сцены были отсняты в Великобритании. Фильм представляет собой экранизацию литературного произведения Клайва Баркера «Кабал» (на русском языке известен под названиями «Ночное племя» и «Племя Тьмы»).